# Acanthoscurria maga
Acanthoscurria maga är en spindelart som beskrevs av Simon 1892. Acanthoscurria maga ingår i släktet Acanthoscurria och familjen fågelspindlar. Inga underarter finns listade i Catalogue of Life.